# Jorge Cardoso
Jorge Cardoso (Posadas, Argentina, 1949) es un concertista, compositor, investigador, médico (Universidad Nacional de Córdoba, (Argentina), y Profesor Superior de Guitarra (Real Conservatorio de Música de Madrid), que ha dado conciertos en Europa, América, Asia y África, y ha participado habitualmente en encuentros y festivales internacionales, cursos, congresos y seminarios, en radio y T.V.
Es autor de más de 400 obras para guitarra sola, dúos (dos guitarras, guitarra y violín, clave, viola, violoncelo y flauta), tres y cuatro guitarras, cuarteto de cuerdas, guitarra y cuerdas, guitarra y vientos, conciertos para guitarra y orquesta y para orquesta de guitarras y orquesta sinfónica, orquesta de cuerdas y numerosas canciones. Estas son ejecutadas regularmente por guitarristas de todo el mundo y grabadas por más de 150 intérpretes, destacando las incluidas en el CD de David Russell “Aire Latino”, ganador del Grammy Award en 2004 (Telarc) al mejor disco de música clásica.
Otra cifra similar suman sus transcripciones y arreglos de obras de carácter folklórico de diferentes países sudamericanos; del Renacimiento y Barroco español y de otras naciones y épocas. 
Obtuvo en Argentina los siguientes primeros premios: Festival de la Música Litoraleña (1963), Festival Nacional del Folklore (Cosquín,1967), Concurso Nacional de Composición de Salta (1971) y Concurso Internacional de Guitarra Clásica (Bs. Aires, 1973).
Ha realizado más de 40 grabaciones en España, Alemania, Japón, Francia, Checoslovaquia, Polonia y Argentina, destacando «DIE GRÖßTEN GITARRISTEN UNSERER ZEIT» (Los más grandes guitarristas de nuestro tiempo) Segovia, Bream, Williams, Yepes, Behrend, CARDOSO, R.C.A. RL 43454 (R.F.A., 1981) y «TAÑIDOS»  Vol. 2 (España, 1990), Premio Ministerio de Cultura (junio de 1991).

## Discografía
- "CLÁSICOS DEL FOLKLORE SUDAMERICANO" (1977) P.M. 2040. Depósito Legal M 30493.
- "SUITE SUDAMERICANA" (1978) Dial Discos S.A.  N.D. 5019. Dep. legal M 4363
- CARDOSO - AUTORES SUDAMERICANOS (1979) Dial Discos S.A.  Diapasón 5038. Dep. Legal M 5237
- jORGE CARDOSO - "LAMENTO CAINGUA" (1980) Dial Discos  Diapasón 5054. Dep. Legal  M 23617
- JORGE CARDOSO & NIIBORI GUITAR ORCHESTRA” (1980) APAC 8009. Tokyo (Japón)
- "SUITE LITORALEÑA" (1981) Dial Discos S.A.  Diapasón 5067. Dep. Legal M 32240
- “DIE GRÖßTEN GITARRISTEN UNSERER ZEIT” Los grandes guitarristas de nuestro tiempo Segovia - Bream - Williams - Yepes - Behrend - Cardoso República Federal de Alemania.  R.C.A.  RL 43454 (1983)
- ”ORQUESTA DE CÁMARA DE GUITARRAS DE MADRID (1984) SED 5008 Dep L. M 8495
- “JORGE CARDOSO”  (1985) Zweitausendeins  Blue Angel BA 29005 (R.F.A.)
- “CONFIDENCIAS”  (1985) JC 585   Francia
- “TAÑIDOS” (1988) MSD 4004  Tecnosaga, España
- “CARDOSO PLAYS CARDOSO” (1988) Stereo 9311 2123 Opus, Checoslovaquia
- “TALKING HANDS” (1990) Aliso Records 1021 (Grabación en vivo) R.F.A.
- “TAÑIDOS Vol. II” (1990) MSD 4009 Tecnosaga, España PREMIADO POR EL MINISTERIO DE CULTURA (junio de 1991)
- “TAÑIDOS” (Música barroca española, 1992) SCD 801/2 SEVERAL RECORDS, España Compact Disc doble
- JORGE CARDOSO (Festiwal Muzyki Gitarowej, 1992) ZAIKS BIEM  S 496 Cracovia (Polonia)
- FRANCISCO ORTIZ & JORGE CARDOSO (1994) PL-MC 003
- “MISIONERITA” JORGE CARDOSO (1994) PL-CD- 004
- “HORIZONTES” (1997) LILIANA RODRÍGUEZ (voz) JORGE CARDOSO (guitarra) PL -CD- 014
- “AMIGOS” (1998) JORGE CARDOSO - FRANCISCO ORTIZ PL-CD023
- “ORIGENES” JORGE CARDOSO PL-CD 007
- “VIENTO SUR” (1998) LILIANA RODRÍGUEZ (voz) - JORGE CARDOSO (guitarra) PL -CD- 013
- “HOMENAJE” (2000) LILIANA RODRÍGUEZ (voz) - JORGE CARDOSO (guitarra) PL -CD-
- CONCIERTO DEL VINO-SUITE INDIANA J. Cardoso y Solistas de Bs. Aires (2005) Altaïs Music AM 0402
- JORGE CARDOSO DUOS pour guitares con Eric Sobczyk Altaïs Music AM 05 02    2005
- REINA DE LA NOCHE. Accent ACC24178 (2007) Liliana Rodríguez - Raphaêlla Smits – Jorge Cardoso
- CONCIERTO GUARANÍ - DE HORIZONTES Y SUEÑOS J. Cardoso y  Solistas de Buenos Aires (2003)
- "MANOS LIBRES" con Juan Falú (Francia) Altaïs Music AM 0701
- LA GUITARRA DE JORGE CARDOSO" DVD didáctico (España, 1998).
- “MUSIQUES DES PAYS LOINTAINES “ con Sylvie Dagnac (Francia, 2014) G.A. 0010

OTROS
- “Misa Criolla y cantos de América Latina" con el Grupo Toldería.  (MOVIEPLAY,  C 3413, 1975)
- "Los pueblos americanos" con el Grupo Toldería.(MOVIEPLAY, 17.0895/7, 1976).
- "Canto general" con el Grupo Toldería. (MOVIEPLAY, 17.1242/3, 1977).
- "No me llames extranjero" con Rafael Amor. (MOVIEPLAY,17.0894/5, 1976).
- "Personajes" con Rafael Amor. (MOVIEPLAY, 17.1286/3, 1978).
- "Canto a Chile" con el Grupo Iquique. (NEVADA, NDE 0004, 1977).
- "Instantes y olas" con Indio Juan. (DIAL DISCOS, 549164, 1983).
- "Sobre la rueca del tiempo" con Indio Juan.  (DEPS, SPD 10018, 1989)
- Festival International de Guitare d'Alsace LOCO et. Lev  9110 y 9111, Francia 1993
- Festival Guitarras del Mundo ’95 EPSA 17058, Argentina 1996
- RAPHAËLLA SMITS - JORGE CARDOSO ACCENT 2 96121 D, Bélgica 1996
- Festival Guitarras del Mundo ’96 EPSA  Argentina 1997
- DOMNINIKA BIALOSTOCKA Professional Music Preess PMPCD 405-505 Polonia (1998)
- LILIANA RODRIGUEZ Valses, tangos y milongas DIAL DISCOS España 2005